# Monte Abelle
Il monte Abelle è una piccola montagna del medio Appennino bolognese, posizionata tra la valle destra del fiume Reno e la valle sinistra del suo affluente Setta, nel territorio comunale di Marzabotto; è inoltre incluso nel Parco regionale storico di Monte Sole.
Il monte Abelle è ben visibile dall'abitato stesso di Marzabotto, ma è raggiungibile solo attraverso una stradina che può essere presa solo dall'abitato della frazione Pian di Vénola; essa si arrampica sul complesso formato dal monte Castellino (465 m), dal monte Caprara (632 m) e dal monte Abelle, la cui cima, oltre a essere inferiore rispetto a quella del monte Caprara (arriva a 613,4 metri di altitudine), è pure spoglia di alberi.
Dal complesso del monte Abelle e del monte Caprara nascono almeno sette piccoli ruscelli che si versano nel fiume Reno oppure nel fiume Setta.